# Sergej Mikhailovitj av Ryssland
Sergej Mikhailovitj av Ryssland, född 1869, död 1918, var en rysk storfurste. Han var son till Mikael Nikolajevitj av Ryssland och kusin till tsar Alexander III av Ryssland. Han arresterades under ryska revolutionen och avrättades i Alapajevsk. Han räknas till martyrerna i Alapajevsk.